# Dactylobiotus ampullaceus
Dactylobiotus ampullaceus är en djurart som tillhör fylumet trögkrypare, och som först beskrevs av Thulin 1911.  Dactylobiotus ampullaceus ingår i släktet Dactylobiotus och familjen Macrobiotidae. Arten är reproducerande i Sverige. Inga underarter finns listade i Catalogue of Life.